# Guzal' Sitdykova
Guzal' Ramazanovna Sitdykova (in baschiro: Гүзәл Рамаҙан ҡыҙы Ситдиҡова, in russo Гузаль Рамазановна Ситдыкова?; Inzer, 10 giugno 1952) è una politica e scrittrice russa di etnia baschira.
Nel 2002 le è stato conferito il Diploma d'Onore della Repubblica della Baschiria. È sia membro dell'Unione degli scrittori baschiri, sia di quella degli scrittori della Federazione Russa. Dal 2004 al 2011 ha guidato la Società delle donne baschire della Repubblica del Bashkortostan. 

## Biografia
Dopo il diploma, Sitdykova si iscrisse nel 1967 alla scuola pedagogica di Beloreck, città nella quale dal 1971 lavorò in diverse istituzioni educative. Nel 1980 si laureò presso il dipartimento bibliotecario dell'Istituto statale di cultura di Čeljabinsk, poi trovò impiego presso il quotidiano regionale Ural di Beloreck, di cui fu dapprima impiegata, poi capo del dipartimento e infine vicedirettrice.
Dal 1989 al 1995 è stata caporedattrice del quotidiano regionale Ural del Beloreckij rajon. Nello stesso periodo è stata deputata del Consiglio supremo del XII Congresso della Repubblica Socialista Sovietica Autonoma di Baschiria. 
Tra il 1995 e il 2008 è stata deputata dell'Assemblea di Stato della Repubblica di Baschiria e membro della sua Camera pubblica dal 2011 al 2012. Dal 2004 al 2011 è stata presidente della Società delle donne baschire della Repubblica. Ha preso parte ai lavori del comitato esecutivo del Qoroltai mondiale dei baschiri.
Esordì in campo letterario nel 1976 pubblicando le sue opere sul quotidiano Ural. La prima raccolta delle sue poesie fu pubblicata nell'almanacco Ja̋š kôstôr (in baschiro: Йәш көстәр; "Forze giovani") nel 1984. È autrice di 11 libri e di una ventina di pubblicazioni accademiche. Ha tradotto poesie da diverse lingue straniere in baschiro e le sue opere sono state tradotte in russo. Il suo lavoro spazia per diversi generi letterari, dalla poesia alla prosa, al saggio e alla letteratura per l'infanzia. 
La Repubblica di Baschiria le ha conferito svariate onorificenze, come il titolo di Poeta del Popolo (2007), il premio "Aidar Baik" del concorso dei sėsėn della Repubblica (2015), il Premio di Stato per la letteratura d'infanzia (2017) e la medaglia per il centenario della Repubblica di Baschiria (2018).
Nel 2017 ha ricevuto la medaglia d'argento del festival letterario eurasiatico LiFFt.

## Opere parziali
- Gu̇zăl Ramat︠h︡an qyt︠h︡y Sitdiqova, Aghyp kilă Măn︠g︡gelek : shighyrt︠h︡ar, poėmalar, 2019, ISBN 978-5-295-07217-8, OCLC 1263673304.

### Traduzioni
- Gu̇zăl Sitdiqova e John Tenniel, Alice's adventures in Wonderland, 2017, ISBN 978-1-78201-201-6, OCLC 1064613103.